# Čačak
Čačak (en serbio cirílico: Чачак) es una ciudad y municipio situado a 140 km al sur de Belgrado, en Serbia. En 2003 la ciudad tenía una población total de 73 217 habitantes. Es el centro administrativo del distrito de Moravica de Serbia. Čačak es también el principal núcleo industrial, cultural y deportivo del distrito.

## Contexto geográfico

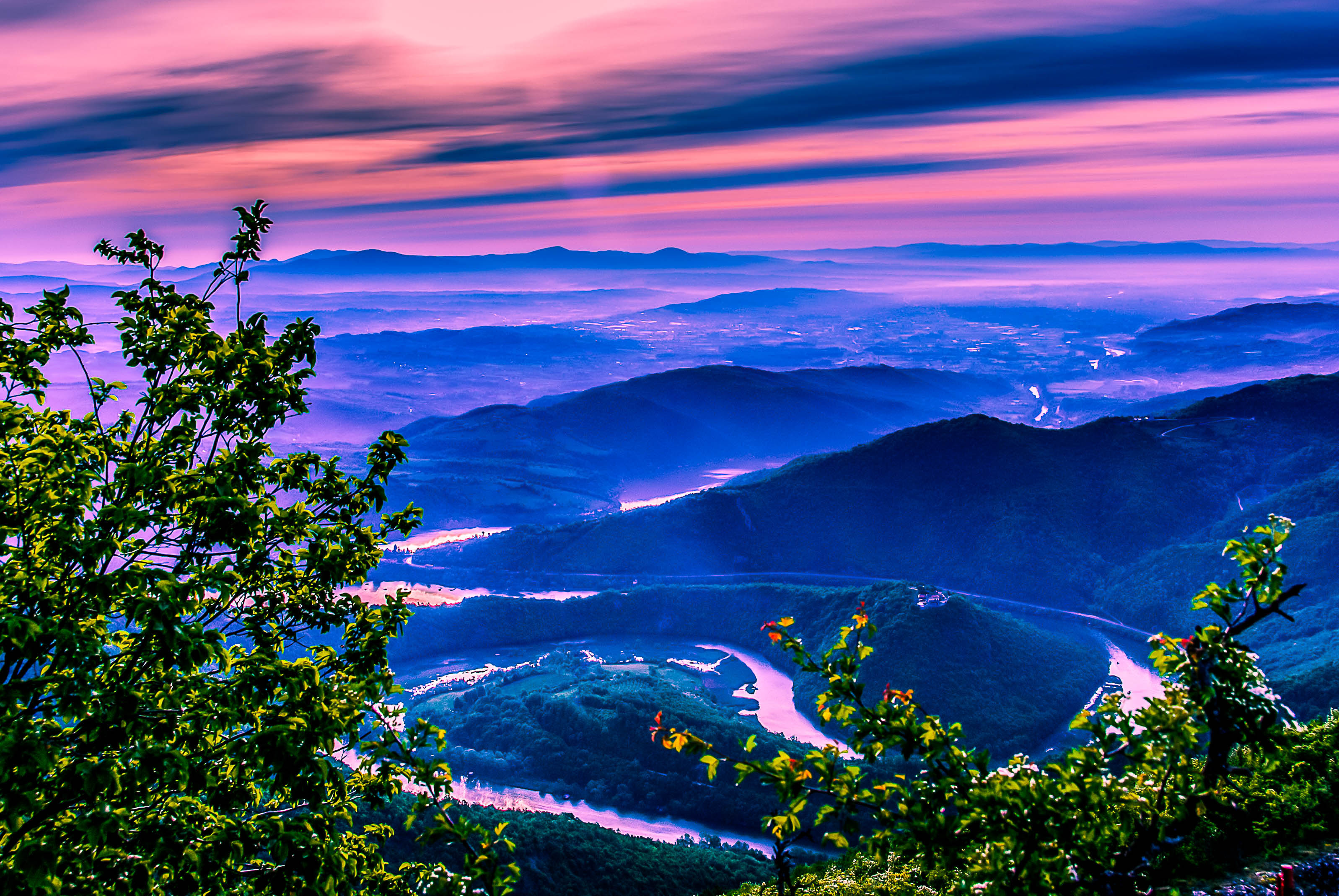
Ovčar-Kablar es un desfiladero en el oeste de Serbia, parte del valle compuesto del río Morava Occidental. Con más de 30 monasterios construidos en el desfiladero desde el, se le conoce como el "Monte Athos serbio".

Čačak está situada en Serbia Central, a 204 m s. n. m., y cerca de la zona por donde fluye el río Morava. A su alrededor se encuentran montañas sin demasiada importancia, como Ovčar (985 m), Jelica (929 m), Kablar (885 m) y Vujan (857 m). Se encuentran en una zona boscosa anexa a la ciudad que se utiliza principalmente con fines agrícolas, con una importante riqueza de flora.  
El área total de la ciudad y sus alrededores se extiende por 636 km², y el municipio comprende un total de 58 localidades.

## Historia

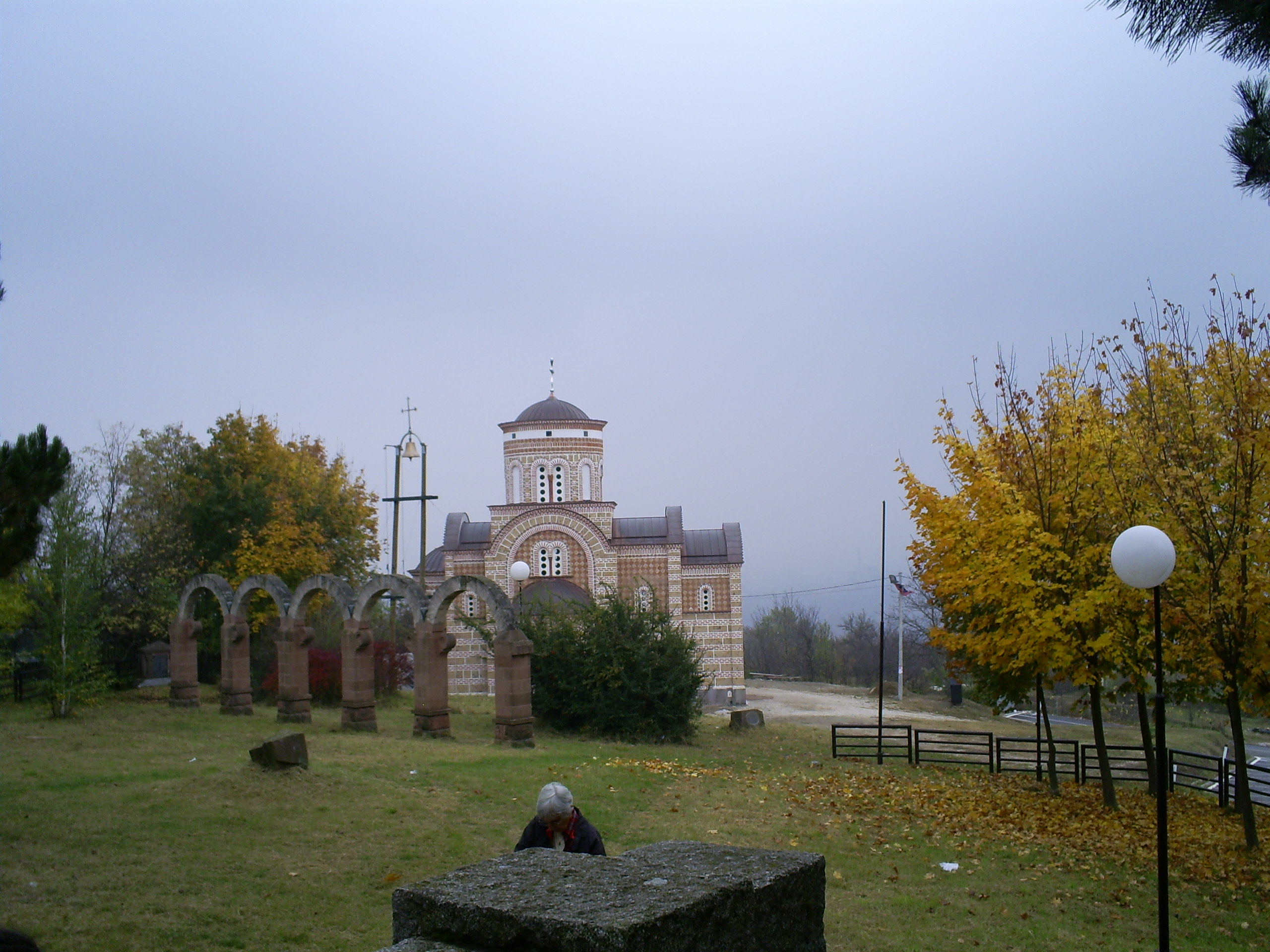
Iglesia del príncipe Lazar en la colina de Ljubic, en Čačak.

En el escudo de armas de Čačak figuran dos años: en primer lugar está 1408, cuando la ciudad se registró por primera vez  (como Gradac), y la segunda es de 1815, el año del Segundo Levantamiento Serbio, cuando se libró la batalla de la colina de Ljubic. Esta batalla es famosa por la heroica victoria de las tropas serbias que derrotaron a un ejército otomano compuesto por 60 000 hombres, dos veces más que los serbios. La iglesia en el centro de Čačak fue construida en el siglo XII por Stracimir, hermano de Stefan Nemanja. También se construyó una mezquita, además de otra iglesia en el siglo XIX.
En 1941 la ciudad se convirtió en el centro de un conflicto entre partisanos y chetniks. Durante la Segunda Guerra Mundial las autoridades de la ocupación alemana realizaron matanzas entre la población civil y los bienes económicos de la ciudad fueron expoliados. El 4 de diciembre de 1944 Čačak fue liberada por las tropas aliadas del Ejército Rojo y la guerrilla partisana. A partir de 1945 comenzó la recuperación de la ciudad, integrada en el sistema económico de la República Democrática Federal de Yugoslavia.

## Economía
Čačak es la sede del Čačanska banka, un banco que opera principalmente en el oeste y centro de Serbia, con cotización en la Bolsa de Belgrado. La ciudad, desde el momento en que se comenzó a desarrollar la iniciativa privada, ha experimentado un importante desarrollo económico, confirmándose como el centro económico del distrito de Moravica.

## Asentamientos
Además del área urbana de la ciudad, el área administrativa incluye las siguientes localidades: 
- Atenica
- Baluga (Ljubićska)
- Baluga (Trnavska)
- Banjica
- Beljina
- Bečanj
- Brezovica
- Bresnica
- Donja Gorevnica
- Donja Trepča
- Goričani
- Gornja Gorevnica
- Gornja Trepča
- Jančići
- Jezdina
- Ježevica
- Kačulice
- Katrga
- Konjevići
- Kukići
- Kulinovci
- Lipnica
- Ljubić
- Loznica
- Međuvršje
- Milićevci
- Miokovci
- Mojsinje
- Mrčajevci
- Mršinci
- Ostra
- Ovčar Banja
- Pakovraće
- Parmenac
- Petnica
- Preljina
- Premeća
- Pridvorica
- Prijevor
- Prislonica
- Rajac
- Rakova
- Riđage
- Rošci
- Slatina
- Sokolići
- Stančići
- Trbušani
- Trnava
- Vapa
- Vidova
- Viljuša
- Vranići
- Vrnčani
- Vujetinci
- Zablaće
- Žaočani

## Demografía
Datos de población en 2002:
| Composición étnica del municipio |           |  |  |  |  |  |  |  |  |
| Grupo étnico                     | Población |  |  |  |  |  |  |  |  |
| Serbios                          | 154 105   |  |  |  |  |  |  |  |  |
| Montenegrinos                    | 563       |  |  |  |  |  |  |  |  |
| Romaníes                         | 383       |  |  |  |  |  |  |  |  |
| Yugoslavos                       | 299       |  |  |  |  |  |  |  |  |
| Macedonios                       | 127       |  |  |  |  |  |  |  |  |
| Croatas                          | 109       |  |  |  |  |  |  |  |  |
| Otros                            | 1383      |  |  |  |  |  |  |  |  |
| TOTAL                            | 155 279   |  |  |  |  |  |  |  |  |
|                                  |           |  |  |  |  |  |  |  |  |

## Ciudades hermanadas
- Katerini, Grecia

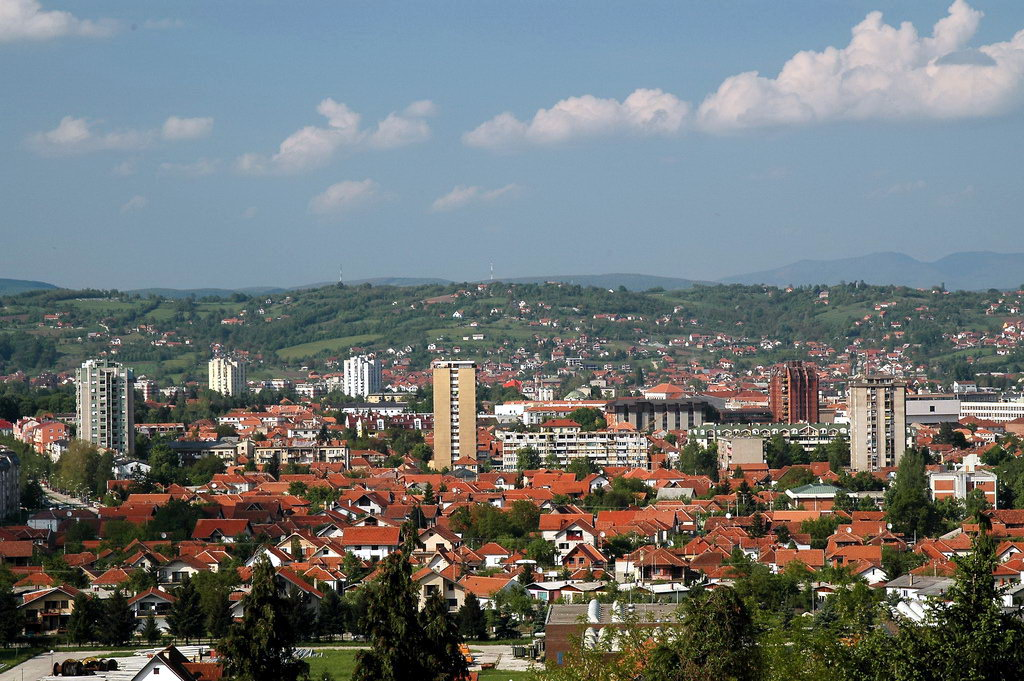
Vista de la ciudad desde una de sus colinas.

- Turčianske Teplice, Eslovaquia
- Filippoi, Grecia
- Han Pijesak, Bosnia y Herzegovina
- Bratunac, Bosnia y Herzegovina

## Nativos célebres
- Robert Kiserlovski, ciclista profesional del Astana Pro Team
- Marko Marinović, jugador de baloncesto.
- Nebojša Joksimović, futbolista.
- Dragan Kićanović, laureado exbaloncestista.
- Slobodan Gordic, jugador de baloncesto.
- Milan Stojadinović, político conservador yugoslavo.
- Milivoje Vitakić, jugador de fútbol.
- Dragan Dragutinović, futbolista, hermano de Ivica Dragutinović
- Ivan Đoković, futbolista profesional.
- Uroš Tripković, jugador de baloncesto del Unicaja Málaga.
- Želimir Obradović, famoso jugador y entrenador de baloncesto.
- Radisav Ćurčić, jugador de baloncesto